# 荷里活山
荷里活山（英語：Hollywood Hills）是加利福尼亞州洛杉磯市中心地區的一個山坡鄰區。

## 地理
荷里活山橫跨聖莫尼卡山內的卡溫格山道。

## 著名人物
- 賓·艾佛力——男演員
- 基絲甸娜·阿圭莉拉——歌手
- Earle D. Baker（英语：Earle D. Baker）（1888年–1969年）——洛杉磯市議會成員[1][2][3][4]
- 荷爾·芭莉——女演員
- Jolene Blalock（英语：Jolene Blalock）——女演員[5]
- 吉賽兒·邦臣——維多利亞的秘密的超級名模
- 卡蜜拉·卡貝優——歌手[6]
- 山姆·庫克（1931年–1964年）——歌手
- 奇雲·高士拿——男演員
- Robert Culp（英语：Robert Culp）（1930年–2010年）——男演員[7]
- 伊麗莎·庫斯伯特——女演員
- William De Los Santos（英语：William De Los Santos）——作家、詩人、編劇、監製、電影導演
- 李察·德雷福斯——男演員
- 安娜·花莉絲——女演員[8]
- 埃洛·弗林（1909年–1959年）——男演員[9]
- 大衛·君圖力——男演員[10]
- Stuart Hamblen（英语：Stuart Hamblen）（1908年–1989年）——鄉村音樂歌手[11]
- 莎瑪·希恩——女演員
- 奈爾·霍蘭——愛爾蘭流行音樂歌手[12]
- 海倫·亨特——女演員
- 比利·艾鐸——英國搖滾音樂家[13]
- 安娜·姬妲妮——女演員、歌手
- Tom Leykis（英语：Tom Leykis）——電台和網絡清談節目名人[14]
- 迪美·羅法圖——女演員、歌手、作曲家
- 杜比·麥奎爾
- Johnny Mathis（英语：Johnny Mathis）——歌手
- 喬爾·麥克哈爾——美國男演員、喜劇演員
- Simon Monjack（英语：Simon Monjack）（1970年–2010年）——導演、監製、編劇
- 布坦妮·梅菲（1977年–2009年）——女演員
- Kristin Nelson（英语：Kristin Nelson）——女演員、畫家
- 瑞奇·尼爾森（1940年–1985年）——男演員、歌手、作曲家
- Tracy Nelson（英语：Tracy Nelson (actress)）——女演員
- 馬修·派瑞——男演員
- 華堅·馮力士——男演員
- Johnny Lever（英语：Johnny Lever）——男演員[15]
- 基斯·柏特——男演員[8]
- 奇洛·李維斯——男演員
- 特洛伊·希文——歌手[16]
- 凱文·史密斯——男演員、導演、喜劇演員[17]
- Sage Stallone（英语：Sage Stallone）（1976年–2012年）——男演員、席維斯·史泰龍的兒子[18][19]
- 羅伯特·史蒂文森和佩姬·史蒂文森（英语：Robert Stevenson and Peggy Stevenson）——洛杉磯市議會成員[20][21]
- 昆頓·塔倫天奴——電影導演[22]
- 賈斯汀·汀布萊克——美國歌手、作曲家、演員、唱片監製
- 比茜·圖諾克——女演員[10]
- 瑞貝爾·威爾森——女演員、喜劇演員、歌手[23]